# Euscorpius stahlavskyi
Espèce
Euscorpius stahlavskyi est une espèce de scorpions de la famille des Euscorpiidae.

## Distribution
Cette espèce est endémique d'Épire en Grèce. Elle se rencontre dans le Pinde.

## Description
Le mâle holotype mesure 37,82 mm et la femelle paratype 33,03 mm.

## Étymologie
Cette espèce est nommée en l'honneur de František Šťáhlavský.

## Publication originale
- Tropea, Fet, Parmakelis, Kotsakiozi & Stathi, 2014 : Three new species of Euscorpius (Scorpiones: Euscorpiidae) from Greece. Euscorpius, no 190, p. 1-22 (texte intégral).